# Рича
Рича (итал. Riccia) је насеље у Италији у округу Кампобасо, региону Молизе.
Према процени из 2011. у насељу је живело 3784 становника. Насеље се налази на надморској висини од 704 м.

## Становништво
| 1931. | 1936. | 1951. | 1961. | 1971. | 1981. | 1991. | 2001. | 2011. |
| ----- | ----- | ----- | ----- | ----- | ----- | ----- | ----- | ----- |
| 8.779 | 8.878 | 8.844 | 7.147 | 6.681 | 6.232 | 6.176 | 5.701 | 5.403 |